# Météorite El Ali
La météorite El Ali, ou simplement El Ali, est une météorite de plus de 16 tonnes tombée dans le centre de la Somalie. Connue de la population locale depuis plusieurs générations, elle n'a été identifiée scientifiquement qu'en 2020.

## Découverte et identification
La météorite El Ali a été identifiée en septembre 2020 dans une vallée calcaire (4° 17,281′ N, 44° 53,893′ E) à 15 kilomètres au nord-ouest d'El Ali (en) (ou Aïl Ali (en arabe : عيل علي, ʿayl ʿalī)), une petite ville de la région enclavée d'Hiiraan, dans le centre de la Somalie,. Les bergers locaux connaissaient le rocher depuis cinq à sept générations, et il était évoqué dans le folklore local, des chansons, danses et poèmes. La météorite a été portée à l'attention de la communauté internationale par du personnel de la Kureym Mining and Rocks Company qui prospectait des opales dans la région. Ils identifièrent le rocher et commencèrent à le déplacer vers Mogadiscio avant que le gouvernement somalien n'intervienne.
C'est une météorite de fer du groupe IAB (en).

## Identification minérale
En 2022, des scientifiques de l'université de l'Alberta ont identifié l'elaliite (en référence au nom du site), l'elkinstantonite (en référence au nom de la chercheuse de la NASA Lindy Elkins-Tanton) et l'olsénite dans un morceau de 70 grammes de la météorite. Les minéraux ont été identifiés par Andrew Locock qui dirige le laboratoire de microsonde électronique de l'université.
Des versions synthétiques des deux minéraux ont toutes deux été produites dans un laboratoire français dans les années 1980, mais n'ont pu être classées comme minéraux tant qu'elles n'avaient pas été trouvées dans la nature.

## Envoi en Chine
L'emplacement de la masse principale de la météorite est incertain car elle a été expédiée en Chine, vraisemblablement pour la vente. De petits échantillons sont conservés à l'Université de l'Arizona, à l'Université de l'Alberta et à l'Université de Californie à Los Angeles.